# レジ袋税
レジ袋税（レジぶくろぜい）は、小売店等での商品購入時に、商品を持ち運ぶためのプラスチックやビニール製等のレジ袋に対して課される税のことである。

## 概要
小売店で商品を購入する際には、原則としてレジ袋が付属する。大量生産、大量消費の時代の流れにより、レジ袋を受け取る機会は極めて多いが、製造・廃棄によって環境に悪影響を与え、また受け取りの多くはマイバッグ持参によって防げることから、レジ袋の削減が広く訴えられてきた。しかし、呼びかけだけでは強制力がなく、効果が薄いことから、課税という形がとられることになった。

## 導入例
- 東京都杉並区：2002年にすぎなみ環境目的税条例可決。その後一部店舗で実験もされた。2002年3月18日の条例可決後およそ5年間は各小売店が定められた目標へと削減の努力をし、目標を達成できなかった場合に課税を行うという方針であった。目標は達成されることはなかったが、区の方針転換などもあり2008年6月、条例は廃止された。代わりに2008年4月に「杉並区レジ袋有料化等の取組の推進に関する条例」を制定。またマイバッグ運動にも力を入れている。

- そのほか小売店で独自にレジ袋に対して課金する動きもある。
- また、国単位でも導入すべきとの意見より、導入を検討する動きがある。

## これまで行われてきた削減への動き
- 業界側にとっては、レジ袋が比較的高価であり、石油の値段によって影響を受けやすいため、経費削減のためにレジ袋削減が呼びかけられている。特に、コンビニエンスストア業界では独自の働きかけを行っている。
- スーパーマーケット業界等では、レジ袋を断るごとにスタンプカードを押したり、「エコポイント」としてポイントカードの会員に1〜2円相当のポイントを付与したりしている店舗もある。また、レジにレジ袋が不要であることを伝えるカードを用意し、レジ袋を断りやすくするような取り組みも行われている。
- OKストアや生協などの一部のスーパーマーケットは袋を有料にして利用者にマイバッグの利用を促し、レジ袋の削減を図っている。

## 反対意見
導入に対しては、各界からさまざまな反対意見が挙げられている。
- 小売店での売上減を不安視する点から、反対する意見が挙げられている。特に上記東京都杉並区のような地方自治体で単独で実施すると、隣接自治体との境界線近隣の商店は、客を隣接自治体の商店に奪われる可能性がある。
- コンビニエンスストアやスーパーマーケット業界では、「これまでにもレジ袋削減へ向けて独自にさまざまな努力をしてきた」としており、上記売上減を心配する動きとあわせて反対を行っている。
- 強制力を持つには、比較的高額な税金を課せられるといった点があることから、消費者生活を圧迫するとの意見がある。
- レジ袋はごみ袋として再利用されていることが多い現状から、レジ袋を廃止しても代わりにプラスチック製のごみ袋の消費が増えるだけで、環境改善にはあまり寄与しないという見方があり、小泉進次郎環境大臣がBSフジプライムニュースに出演したときの発言にてそれを認めている。